# 镰薹草
镰薹草（学名：Carex falcata）为莎草科薹草属的一种植物。生长于灌丛中、林中。分布于俄罗斯东西伯利亚地区、远东地区；日本。中国黑龙江省, 内蒙古自治区。